# A két koldusdiák
A két koldusdiák Mikszáth Kálmán 1885-ben írt, először a Révai Testvérek által kiadott, 14 fejezetből álló romantikus, ifjúsági, történelmi regénye.
A könyv két árván maradt jobbágyfiú kalandos története a 17. és a 18. század fordulóján, akiknek választani kell a jóság és a gonoszság, a hűség és az árulás között. Többször is a szerencse kíséri lépteiket, a Rákóczi-szabadságharc vitéz katonáivá válnak, de a balsors a labancok oldalára sodorja őket.

## Történet
|  | Alább a cselekmény részletei következnek! |

Dobos néni és diákjai
A 17. század végén kezdődő történetben Dobosné asszonyomé volt a legjobb kosztolóhely Debrecenben. A tíz fizetős diák mellett két ingyenes fiúcskát is ellátott a jószívű asszony. Neki két fia már korábban meghalt, ezért fogadott örökbe két árva gyermeket.
Hol vette a néni a két koldusdiákot?
Amikor Krucsay úr, a „Nyírség királya” halálra korbácsoltatta az egyik jobbágyát, akkor annak árván maradt suhanc fiait vette magához Dobosné, kinek üzleti ügyei miatt éppen a Nyírségben volt dolga. Veres Pali Laci lett, Veres Feri pedig Pista, az elhalt Dobos gyermekek emlékére. A két fiú engedelmes, szófogadó gyermekké vált, István kiválóan tanult, de érzékeny volt, László rosszul tanult, de erős, kemény kötésű legénnyé fejlődött.
Csata a Nagyerdőn

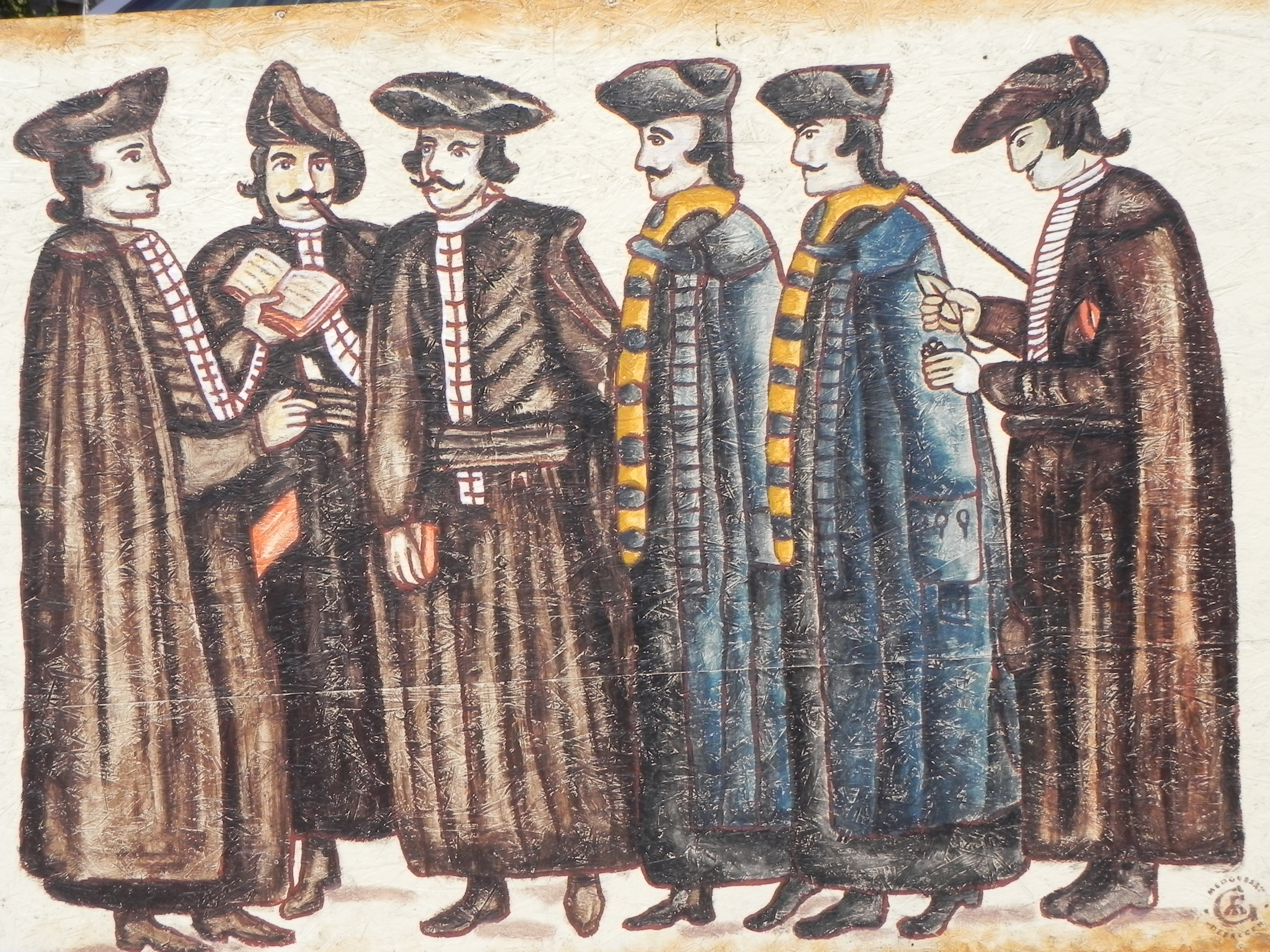
A régi debreceni diákviselet

A két árva a Debreceni Református Kollégium diákjaként pünkösd másnapján részt vett a puszta ököllel vívott hagyományos „magyar-török” csatában. Veres Pista megküzdött a legerősebbnek járó díjért, amit Szilágyi Magda, Piskárkosi-Szilágyi Márton professzor lánya készített a győztes számára.
Sohasem köthetsz kardot
A díszes kardkötőre Beke Miklósnak – az előző év fortissimusának – is fájt a foga, de a hosszú küzdelem végén Pista csellökésének nem tudott ellenállni. A gyengébbnek vélt Veres fiú győzelmén sokan meglepődtek. Miután Pista megkapta a kiérdemelt ajándékot Magdolnától, Boglányi József megjegyzése szíven ütötte: soha nem viselheti a kardkötőt, mert nem nemesember.
Kire marad a bolt?
A történtek után Veres István az ágya felett tartotta a kardkötőt, és elhatározta, hogy nemesemberré válik. Több év elteltével Dobosék tönkrementek, és elárverezték a boltjukat, házukat, ingóságaikat, földjüket. Krucsaynak tartoztak, és a nagyúr nem ismert kegyelmet. A házaspár egy batyuval szállt szekérre, és Szegedre költözött. A két legénnyé serdült diákot nem vihették magukkal, ők Debrecenben maradtak: a szegények konyháján étkeztek, szállást a kollégium biztosított a számukra.
A fehér és a fekete kutya

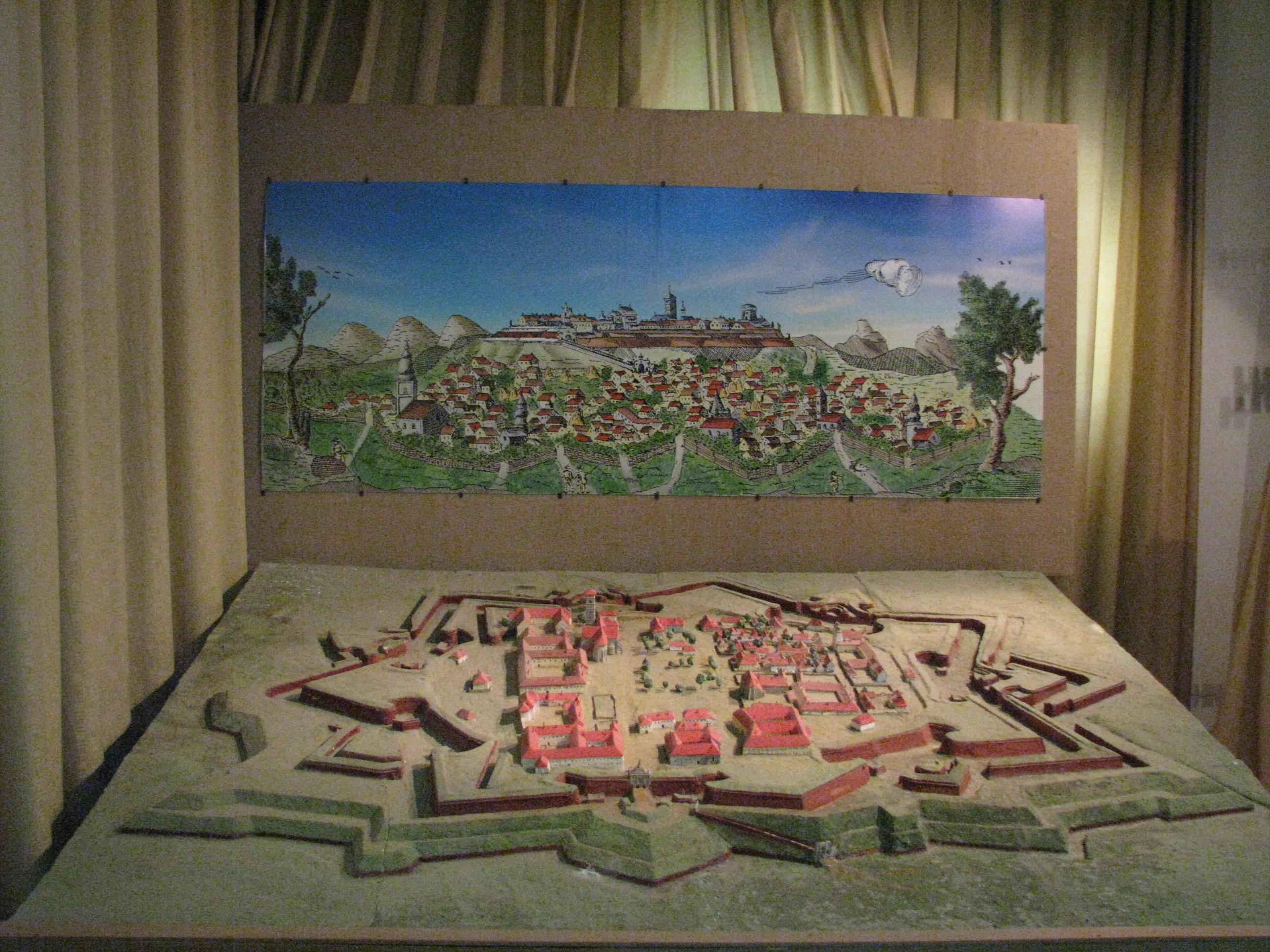
Gyulafehérvár a középkorban (Makett és látkép a helyi Nemzeti Múzeumban)

A fiúk elindultak vaktában, toronyiránt a világba. Estére egy faluba értek, ahol megkérték őket, hogy írják meg egy vén anyóka testamentumát. Pista jegyezte le a néni szavait, és miután az öregasszony minden rokonára hagyott valamit, a fiúk is kaptak tőle ajándékot: két kutyát meg egy pár tallért. Lacié lett a fehér szőrű juhászkutya: Dráva, Pistáé a fekete: Bodri. Másnap hajnalra az anyó meghalt, így a fiúk folytatták az útjukat. Éppen a Dráva kutya által fogott nyúlpecsenyét ették, amikor egy fáradt vándor, Rozsomák János köszönt rájuk, őt is megvendégelték. A férfi azt a tanácsot adta nekik, hogy váljanak kétfelé: egyikük Bécsben próbáljon szerencsét, a másik Erdély irányába vegye az útját. A fiúk így is tettek, pénzfeldobással döntötték el, ki merre induljon. Pista Rozsomákkal tartott a császárvárosba, László a fejedelemség felé gyalogolt.
A fejedelem délután
Gyulafehérvárott, az erdélyi fejedelem udvarában Apor István és Boér Kristóf vitába keveredett. A nagyurak a másvilág titkain kaptak össze, és I. Apafi Mihály fejedelem elsőnek Thököly Imre követét kérte fel döntnöknek. Schmidt István úr világi és egyházi ügyekben felettébb jártas volt, meghallgatta a feleket, majd így döntött:
| A követ véleménye a túlvilágról | A követ véleménye a túlvilágról |
| --- | ------------------------------- |
| „Meghallgattam az érdemes főurak őkegyelmeiknek opinióját a túlvilágról figyelmesen. Egyik is, másik is szépen kiszínezte a saját hite szerint. Én erre csak azt mondom… – Halljuk, halljuk! – hangzott fel minden oldalról. – …azt mondom, hogy az isten a mindenség titkai közül sokat árult el az embereknek. – Igaz, igaz! – A többi teremtményei sokkal kevesebbet tudnak, mint mi, meg lehetünk tehát elégedve, de az isten, mikor a mindenség titkait közprédának bocsátotta, nem adott oda mindent; némelyeket megtartott magának. – A dologra, tudós uram, a dologra! – szólt bele Bánffy türelmetlenül. – Hiszen a dolognál vagyok, uraim. Mert amiről a két főúr vitázott, az éppen a mindenség ama titkai közé tartozik, amiket az isten magánál tartott. Dixi.” – Részlet a regényből (Móra Ferenc Könyvkiadó, Budapest, 1991, 46–47. oldal |                                 |

A fejedelmet nem elégítette ki a tudós válasza, ezért a palota előtt elsőnek arra járó embert kérette maga elé a vita bírájául. Egy szakadozott diáktógás fiatalembert cipeltek – a kutyájával együtt – Apafi elé: Veres László volt a csavargó kinézetű fickó. A diák zavartan állt a sok fényes, bár kapatos nagyúr előtt. Őt is megkínálták egy kis borral, majd megtudta, mi lesz a feladata.
Hírnök a másvilágról
László, mielőtt döntött volna, a helyzethez illő példamesét mondott el a jelenlévőknek.
| Veres Laci története két papról | Veres Laci története két papról |
| --- | ------------------------------- |
| „ – Felséges fejedelem – így szólt felbátorodva, miközben a kutyája vígan veregette a farkával –, élt egyszer két szomszéd magyarországi faluban két pap, az egyik katolikus, a másik protestáns, mégis mind a ketten igen jó barátok voltak, mert mind a ketten szerettek vadászni, s ha elválasztotta a külön dogma, összehozta őket a közös vadászterület. Az ő barátságuk különben nem állott egyébből, mint veszekedésből, s nekik is éppen az volt a kedves témájuk, amiről az urak vitatkoztak a felséged mai ebédjénél. Örökkön-örökké azt feszegették, mi van a másvilágon. A kálvinista pap is mást állított, a katolikus is. Mind a kettőnek nagy fantáziája volt, s a saját hite szerint bútorozta be a túlvilágot. A kálvinista pap majdnem ugyanazt állította, amit az öregebbik uraság (Boér uram az öregebbik), a plébános körülbelül úgy beszélt, mint itt a fiatalabbik főúr. Néha egészen belemérgesültek, s a két szent ember öklével verdeste az asztalt, hogy meggyőzze egyik a másikát az ő hitének valóságáról. Tizenöt évig folyt nagy hévvel, tűzzel ez a szellemi erőlködés, de természetesen nem lett semmi eredménye. Egyszer a plébánosnál disznótor volt, a vendégek közt ott volt a kálvinista pap, s mint egyébkor, ma is a másvilágról disputáltak, de a vendégek, kik már könyv nélkül tudták a két pap minden körömnyi állítását, argumentumát, meglehetősen unták a dolgot, mit észrevett a házigazda: – Canis mater, hagyjuk el most az egészet, majd megtudom, ha magam is ott leszek a másvilágon. – Esküdj meg – kiáltá izgatottan a kálvinista pap –, hogy ha hamarabb találsz meghalni, eljössz nekem megmondani, melyikünknek volt igaza! – Ha te is megígéred, Miska. (Mert Miskának hívták a kálvinista lelkészt.) – Esküszöm, hogy eljövök hozzád a halálom után. Papi hitemre fogadom. – Én is esküszöm. Itt a kezem rá. Elmegyek hozzád, és megmondom az igazat. A vendégek mosolyogtak, hogy milyen ünnepélyesen fogadkozik a két disputáns. Ej, tiszteletes uraim, a halál még messze van – vegyük még előbb hasznát ennek a világnak is, koccintsunk, mulassunk! Mulattak, vígan voltak egész tíz óráig éjjel, akkor is vidám zsibajjal, pajkos nevetéssel oszlottak szét, ki gyalog, ki kocsin, ki szánon, aszerint, ahol lakott. A kálvinista tiszteletes utolsónak ült fel a szánjára, s még lekiáltott onnan tréfásan: – Áll hát a fogadás? – Áll! A plébános az utolsó vendéget is látván kihajtani a kapuból, befordult az ambitusról, elimádkozta ott bent az esti imáját, és lefeküdt. Alig aludott egy órát, midőn egyszerre arra riadt fel álmából, hogy valaki megzörgeti a külső ablakot. Hideg borzongás futotta át tagjait, pedig hozzá volt szokva az éjjeli felköltésekhez. Az ajtó fölött egy szegen lógtak a temetőkert kulcsai. A szög e pillanatban magától esett ki a falból, s a kulcsok kísértetiesen csörömpölve gurultak az ablak-közbe. – Ki az? – kérdé a plébános, felugorva és papucsaiba bújva. – Én vagyok, Miska – felelte odakünn az ismert hang. A plébános az ablakhoz lépett és félrevonta a függönyt. A kálvinista pap állt odakünn. – Visszajöttél? Mi bajod történt? – Meghaltam – felelte a kálvinista pap tompa, nyöszörgő hangon –, és eljöttem neked megmondani, hogy a másvilágon se úgy nincs, ahogy én mondtam, se úgy nincs, ahogy te mondtad. Ámen! A plébános ajkain ott lebegett a felelet: »Ugyan ne beszélj bolondokat, Miska« – de a szót megfagyasztotta az a körülmény, hogy az alak egyszerre eltűnt az ablak alól, mint a szellem, sem a hó nem ropogott a lába alatt, sem a lábnyomai nem látszottak benne, pedig a holdvilág szépen odasütött. A kakasok éjfélt kukorékoltak. A plébános vacogó fogakkal bújt a dunyha alá, s reggelig kitörte a forróláz. De még jobban reggel, mikor a gazdasszonya jelenti: – Főtisztelendő uram, nagy szerencsétlenség esett. – Mi történt? – A kálvinista tiszteletes úr szánja, amint az este innen elment, olyan szerencsétlenül borult fel a hegyszakadéknál, hogy úr is, kocsis is lezuhantak a mélybe, és szörnyethaltak.” – Részlet a regényből (Móra Ferenc Könyvkiadó, Budapest, 1991 (51-53. oldal) |                                 |

Laci szerint egyik főúrnak sincs igaza, mert a túlvilág teljesen más, mint ahogy azt – mi földi halandók – elképzeljük. A két vitatkozó főúrnak is tetszett a mese, beleegyezően bólintottak a szegénylegény döntésére. A fejedelem pedig – jutalomból – a fiú bölcsességéért és a találó történetért egy opálköves karddal jutalmazta. Ráadásul, hogy viselhesse: díszesen felöltöztette, még nemesi adománylevelet és címert (fehér kutya zöld mezőben) is készíttetett a számára. Így lett Laciból Fáradi Veres László.
A kincs
Nagy úr lett László, de pénz nélkül mit sem ért a nemesi cím. Megpróbált visszajutni a fejedelem elé, de a kapuőrök nem eresztették, még Teleki Mihályhoz sem tudott bemenni. Kószálni kezdett a fejedelmi székhelyen. Egy kertben a Dráva kutya az egyik szilvafa alatt kaparni kezdte a földet, és onnan egy kormos üstöt húzott elő. A fémedényben aranypénzek, gyémántok, igazgyöngyök, smaragdok sorakoztak, Laci majd belebódult a tengernyi kincsbe. Teletömte a zsebeit, majd futva az Aranymedve kocsmába tért be enni valamit. Itt egy vidám vadásztársaságba csöppent, ahol hihetetlen történeteket meséltek. Laci is elmondott egy esetet, hogyan támadta meg egyszerre két medve, a csattanón legjobban az urak lepődtek meg. Az este végén az fizetett, akinek a legkevesebb pénze volt, és a tréfás vadászok ekkor lepődtek meg igazán, amikor lenézett vendégük zsebéből előkerültek az aranyak, drágakövek. Petky Gábor felkínálta éjjeli szálláshelyül a szobáját Lászlónak, aki másnap lovat vásárolván Kolozsvár felé vette az útját.
Nesselroth Ágnes
Laci eredetileg Bécs felé indult, hogy a testvérét megkeresse, de Kolozsvárott hallotta, hogy Leopold császár Budára látogat. Így Pestre utazott, és itt várta, hátha a király környezetében összetalálkozik a bátyjával. Helyette Nesselroth Ágnessel hozta össze a sors, akinek megmentette az életét. Első látásra szerelem szövődött közöttük. László a Griff szállóban álmodozott: egy palotában élt Pistával és annak kedvesével, Szilágyi Magdolnával, Dobos néniékkel és az ő szívének kedves Ágnessel. Az álmodozás után a valóságban Rozsomákkal futott össze a fiú, aki először nem ismerte meg, és Bercsényi Miklósnak mondta magát, később örömmel üdvözölte. Egy lovas futár váratlan hírt hozott: II. Rákóczi Ferenc megszökött bécsújhelyi börtönéből Lengyelországba.
Az eltűnt szerencse
Rákóczi zászlai diadalmasan nyomultak előre Felső-Magyarországon. László Pesten megkérte Ágnes kezét, de a nyárspolgár Nesselroth ranghoz, vagyonhoz kötötte a házasságot. László visszament Gyulafehérvárra, hogy a kincs másik felét is magához vegye. Közben megtudta, hogy a bátyja Sárospatakon a tömlöcben rab, de nem indult azonnal a kiszabadítására, a kincskeresés elvette az eszét. Hirtelen haragjában belerúgott Drávába, amikor az észak felé indult volna. A kétségbeesett szerelmesnek már alig maradt pénze, a maradékot meg arra költötte, hogy megtalálja a sehol sem lelt drágaságokat. Még Pesten felfogadta legényének Boncz Mártont, aki segítette a kutatásban. Dráva kutya is eltűnt, Laci hiába kerestette. A szerencséje, a pénze is odalett, egy címeres gyűrűvel és kevéske pénzzel indult Mártonnal Sárospatak felé.
A rab

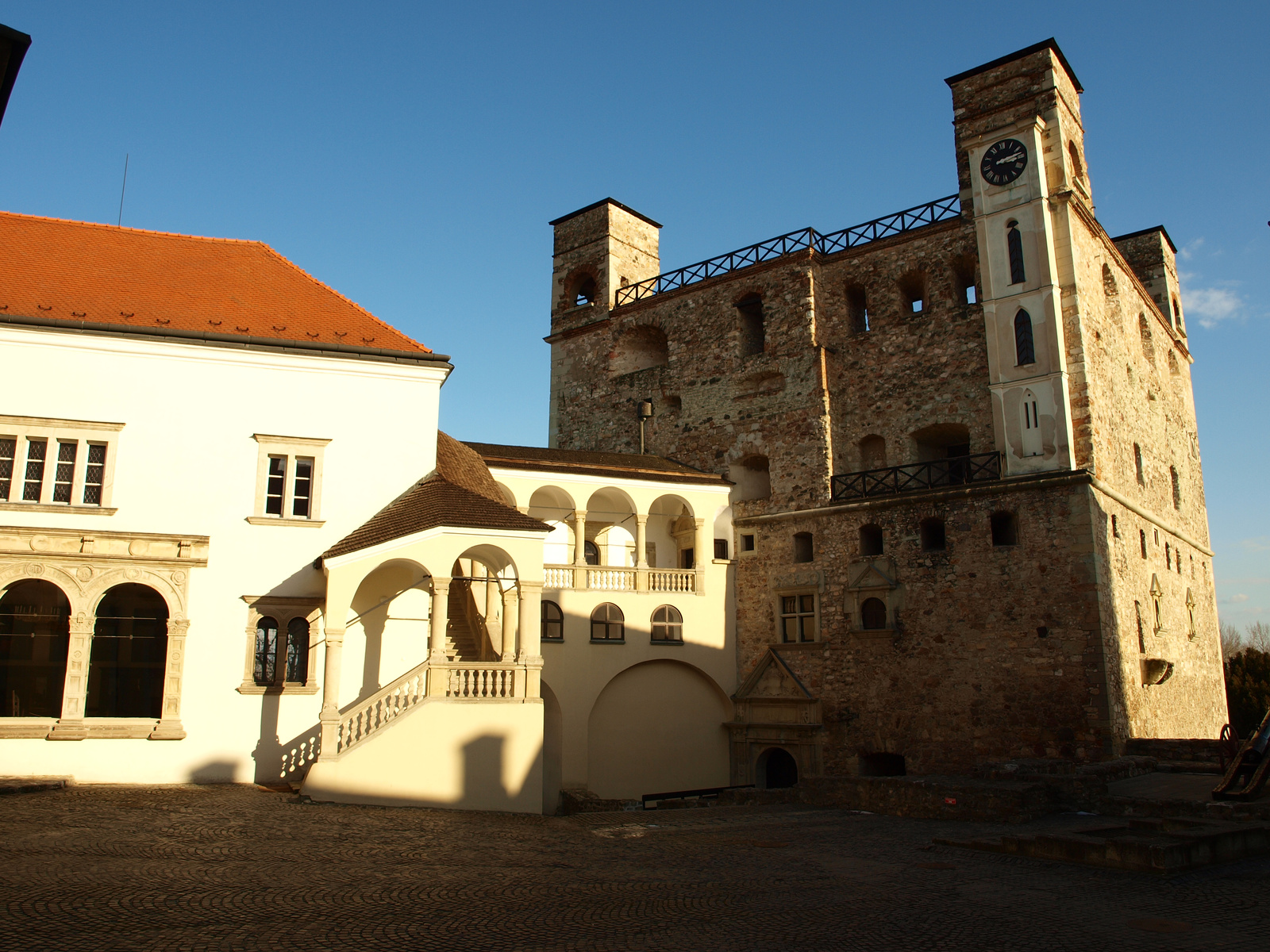
Sárospatak várában a Lórántffy-szárny és a Vöröstorony részlete

A sárospataki vár tömlöcében senyvedett Veres István. Hiába vallatták, kínozták, nem ismerte be, hogy lopott volna. Sátoraljaújhelyből hozták talpig vasban Bercsényi emberei. A strázsákon kívül egy fekete kutya is őrizte. Bercsényi Miklós éppen a várban tartózkodott, de Laci nem tudott a közelébe férkőzni, mert a nagyurat a köszvény kínozta. A beteg csak jósokat és javasasszonyokat fogadott. László a kincsből megmaradt gyűrűért cserébe titokban kiváltotta Pistát a rabságból. Krucsay, a várnagy, Rákóczi címerét vélte felfedezni az ékszeren, a hordozóját a fejedelem bizalmas emberének gondolta. István elmesélte elfogatásának történetét, amiből László megtudta, hogy az általa megdézsmált kincs a Rákócziaké volt, és miatta a bátyját vélték tolvajnak. István ugyanis Bercsényivel (Rozsomákkal) együtt rejtette el azt Gyulafehérvárott, ám amikor a szabadságharc kitört, a rejteken már csak a kincs felét találták meg. Laci tanácsát, hogy ebben a helyzetben álljanak át labancnak, a testvére határozottan elutasította.
Akit a golyó nem fog
A Rákóczi-szabadságharc legendás hősei közé tartozott Ocskay László, Vak Bottyán és Bezerédj Imre. De mindegyiken túltett Magday István, a „katonák kedvence, népdaloknak tárgya, Bottyán hadának szeme fénye”.

„Magday Istvánról az volt a hiedelem, hogy testét a golyóbis nem fogja, s kit anya szült, nem árthat neki, mert meg van kenekezve a Szent György éjszakáján pont éjfélkor talált gyík zsírjával.”

– Részlet a regényből (Móra Ferenc Könyvkiadó, Budapest, 1991 (107. oldal)

Érsekújvár ostroma után lett közlegényből hadnagy, később már egy egész csapat parancsnokságát bízták rá. A csatákban oroszlánként harcolt, mindenki szerény, áldozatkész vitéznek ismerte. Szentgotthárd mellett Magday Heister Hannibállal párbajozott, és majdnem elfogta a generálist. Bátor, de lovagias viselkedésére az osztrák hadvezér is felfigyelt. Később Magday ezer lovasával Bécs külvárosait sarcolta. A Simontornyánál véghezvitt hősies magatartásáért Rákóczi egy fekete mént küldött neki ajándékba. A lovat azonban Bercsényi Miklós hozta Bottyán táborába, és a sátorba belépő Magdayban Veres Istvánra ismert, akit lopás és szökés miatt már korábban halálra ítélt a fejedelem. Pista megszökött az ajándék vasderesen Fekete László közvitézzel (aki Veres László volt) együtt. A két testvér átállt a labancokhoz, ahol örömmel fogadták őket. Heister portyázó csapatot bízott Istvánra, aki ezután egyike lett a legjobb császári vezéreknek.
A vérpad
Magday István fejére 200 aranyat tűzött ki a fejedelem. Határozott parancsa volt, hogy az árulót élve vagy halva, de minél előbb el kell fogni. Fél év múlva az iblói mezőn Jóska apó csapatai győztek, és harminc foglyot ejtettek. Az osztrák vezérlő tiszt is fogságba esett, maga Jóska apó fogta el. Az öreg vitéznek nagyon ismerősnek tűnt a császári tiszt. Kiderült, hogy Veres (Magday) Pista a fogoly, a legyőzője meg Dobos bácsi. Az apó megdöbbent a történteken, mi lett a kis kosztos diákjából, ezért a fogoly tiszt Sárospatakra szállítását (meg a 200 aranyat) átengedte Hajdú Jánosnak.
Jóska apó is elment Sárospatakra a fejedelemhez kegyelmet kérni Veres István számára. Pest és Debrecen küldöttsége is Rákóczi elé voltak hivatalosak. A pestieket Nesselroth Tamás, a debrecenieket Szilágyi Márton vezette. Veres László is a fejedelem elé került, elmesélte árva életük alakulását. II. Rákóczi Ferenc megkegyelmezett Veres (Magday) Istvánnak, és a két város kérését is teljesítette, halasztást kaptak az adófizetés alól. Az uralkodó feltétele csupán az volt, hogy két lányt adjanak érte cserébe: Ágnest Lacinak, Magdolnát Istvánnak. Pista fekete kutyája pár napja pusztult el bánatában a tömlöc alatti várárokban, Laci Dráva kutyája visszatért a gazdájához. Végül Krucsay uramat is maga elé kérette a fejedelem. A várnagy megtörten bocsánatot kért régi gonosztettéért, azóta megbüntette őt a sors: három fia halt meg az elmúlt időkben. A birtokait a Veres fiúkra hagyományozta.

## Idegen szavak
| Jegyzetek | Jegyzetek | |
| --- | --- | --- |
| \| A regényben előforduló 60 idegen szó, kifejezés, szólásmondás magyarázata: - koláció: ellátás - gerundium: a tűzoltó diákok híres nagybotja, amellyel a kerítéseket és nádtetőket szétverték - civis: városi polgár (iparos, kereskedő) - domini: urak - praemium: díj - absentia: hiányzás - konfúzió: zavar - asszentálják: válogatják - fortissimus: legerősebb - amice: barátom - non sum paratus: nem vagyok hajlandó - rana rupta: felfuvalkodott béka - cantus praeses: a kollégiumi diákkórus, a kántus vezetője - satis: elég - palatinus: nádor - legációba: kollégiumi szokás szerint a nagy ünnepeken a „kollégium követe”, a legátus diák tartotta a prédikációt, s adományokat gyűjtött az iskolának és saját magának \| - clamantesek: kiabálók - attramentumfélét: tintafélét - konfundálta: zavarta össze - processzusát: folyamatát - disputába: vitába - univerzitásokat: egyetemeket - judíciuma: ítélőképessége - opinióját: véleményét - dixi: végeztem - státus: állam - dogma: vallási tanítás - argumentumát: érvét - canis mater: kutya teremtette - disputáns: vitázó - acceptálják: elfogadják - szekretáriusát: titkárának - predikatumnak: előnévnek - audienciára: kihallgatására - traktérről: vendéglőről - egzisztált: létezett - plánumhoz: tervhez - lojalitást: alattvalói hűséget - instanciák: kérvények - kontraktust: szerződést - kurír: futár - intendáns: felügyelő - Superat Soldat: a katona (a sorkatona, azaz labanc) diadalmaskodik \| - Curutz Vincit: a kuruc győz - fundusokat: telkeket - pro libertate: „A szabadságért” (azaz a Rákóczi verette pénzeket) - fundamentum: az épület alapja - lénung: zsold - tortúrázzuk: kínozzuk - szentenciája: ítélete - secretum sigillum: titkos pecsétet - mandátumát: megbízatást - kabalisztikus: ősi eredetű, misztikus szójáték, részletes magyarázatát lásd Ráth-Végh István: Az emberek butításának történetéből (Művelt Nép, 1952. 40. oldal), vagy Vargha Balázs: Játékkoktél (Minerva, 1967. 94-97. oldal) - sacrebleu: … a szentségit! (átkozott) - infámis: gonosz - nota bene: megjegyzendő - fátum: sors - bulletinek: jelentések - pardont: kegyelmet - perorációkat: szónoklatokat \| | | |
| A regényben előforduló 60 idegen szó, kifejezés, szólásmondás magyarázata: - koláció: ellátás - gerundium: a tűzoltó diákok híres nagybotja, amellyel a kerítéseket és nádtetőket szétverték - civis: városi polgár (iparos, kereskedő) - domini: urak - praemium: díj - absentia: hiányzás - konfúzió: zavar - asszentálják: válogatják - fortissimus: legerősebb - amice: barátom - non sum paratus: nem vagyok hajlandó - rana rupta: felfuvalkodott béka - cantus praeses: a kollégiumi diákkórus, a kántus vezetője - satis: elég - palatinus: nádor - legációba: kollégiumi szokás szerint a nagy ünnepeken a „kollégium követe”, a legátus diák tartotta a prédikációt, s adományokat gyűjtött az iskolának és saját magának | - clamantesek: kiabálók - attramentumfélét: tintafélét - konfundálta: zavarta össze - processzusát: folyamatát - disputába: vitába - univerzitásokat: egyetemeket - judíciuma: ítélőképessége - opinióját: véleményét - dixi: végeztem - státus: állam - dogma: vallási tanítás - argumentumát: érvét - canis mater: kutya teremtette - disputáns: vitázó - acceptálják: elfogadják - szekretáriusát: titkárának - predikatumnak: előnévnek - audienciára: kihallgatására - traktérről: vendéglőről - egzisztált: létezett - plánumhoz: tervhez - lojalitást: alattvalói hűséget - instanciák: kérvények - kontraktust: szerződést - kurír: futár - intendáns: felügyelő - Superat Soldat: a katona (a sorkatona, azaz labanc) diadalmaskodik | - Curutz Vincit: a kuruc győz - fundusokat: telkeket - pro libertate: „A szabadságért” (azaz a Rákóczi verette pénzeket) - fundamentum: az épület alapja - lénung: zsold - tortúrázzuk: kínozzuk - szentenciája: ítélete - secretum sigillum: titkos pecsétet - mandátumát: megbízatást - kabalisztikus: ősi eredetű, misztikus szójáték, részletes magyarázatát lásd Ráth-Végh István: Az emberek butításának történetéből (Művelt Nép, 1952. 40. oldal), vagy Vargha Balázs: Játékkoktél (Minerva, 1967. 94-97. oldal) - sacrebleu: … a szentségit! (átkozott) - infámis: gonosz - nota bene: megjegyzendő - fátum: sors - bulletinek: jelentések - pardont: kegyelmet - perorációkat: szónoklatokat |

|  | Itt a vége a cselekmény részletezésének! |

## A cselekmény fontosabb helyszínei

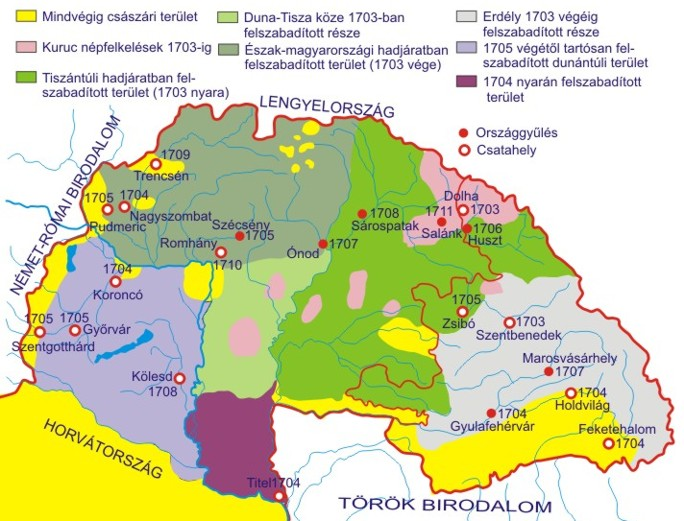
A Rákóczi-szabadságharc fontosabb helyszínei

- Debrecen
- Nyíregyháza
- Gyulafehérvár
- Bécs
- Pest
- Sárospatak
- Szentgotthárd

## Szereplők
| Főszereplők  | Mellékszereplők                          | Történelmi személyek |
| ------------ | ---------------------------------------- | -------------------- |
| Veres István | Dobosné, debreceni gazdasszony           | I. Apafi Mihály      |
| Veres László | Dobos bácsi, hentes                      | II. Rákóczi Ferenc   |
|              | Krucsay, a „Nyírség királya”             | Bercsényi Miklós     |
|              | Piskárkosi-Szilágyi Márton, professzor   | Vak Bottyán          |
|              | Szilágyi Magdolna                        | Teleki Mihály        |
|              | Beke Miklós, diák                        | Leopold császár      |
|              | Boglányi József, nagytiszteletű úr       | Hannibal Heister     |
|              | Dráva, fehér juhászkutya                 | Ocskay László        |
|              | Bodri, fekete juhászkutya                | Bezerédj Imre        |
|              | Apor István, erdélyi főúr                |                      |
|              | Boér Kristóf, erdélyi főúr               |                      |
|              | Schmidt István, Thököly Imre követe      |                      |
|              | Petky Gábor, erdélyi nemes               |                      |
|              | Nesselroth Tamás, Pest polgármestere     |                      |
|              | Nesselroth Ágnes                         |                      |
|              | Nagy Gergely, kocsmáros                  |                      |
|              | Boncz Márton, „Habakuk próféta”          |                      |
|              | Hajdú János, Jóska apó kuruc katonatársa |                      |

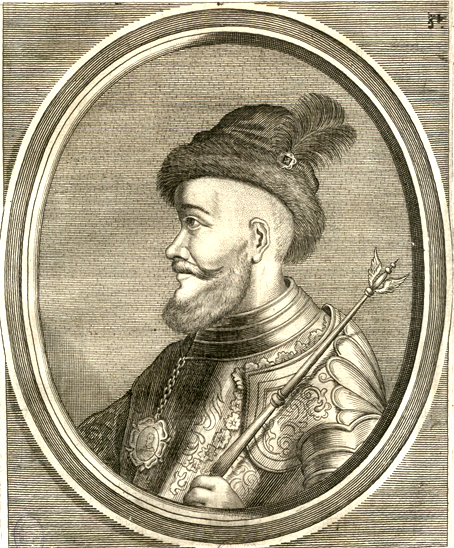
I. Apafi Mihály erdélyi fejedelem
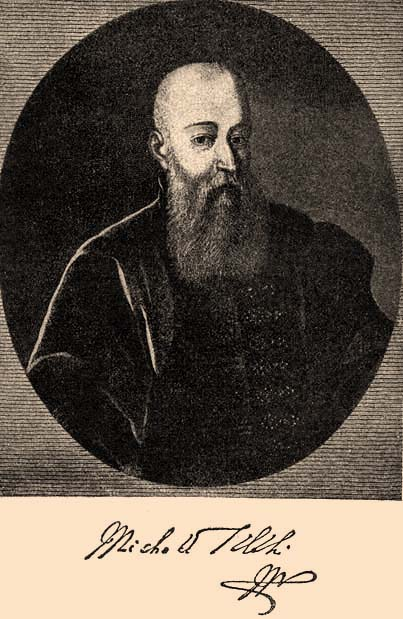
Teleki Mihály erdélyi tanácsos, főgenerális
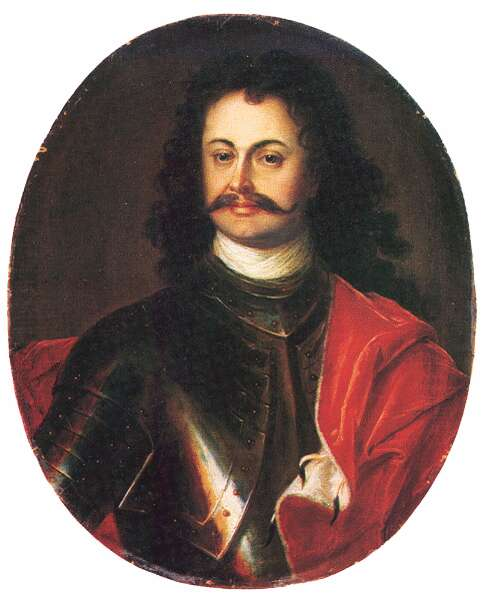
II. Rákóczi Ferenc Magyarország vezérlő fejedelme, erdélyi fejedelem
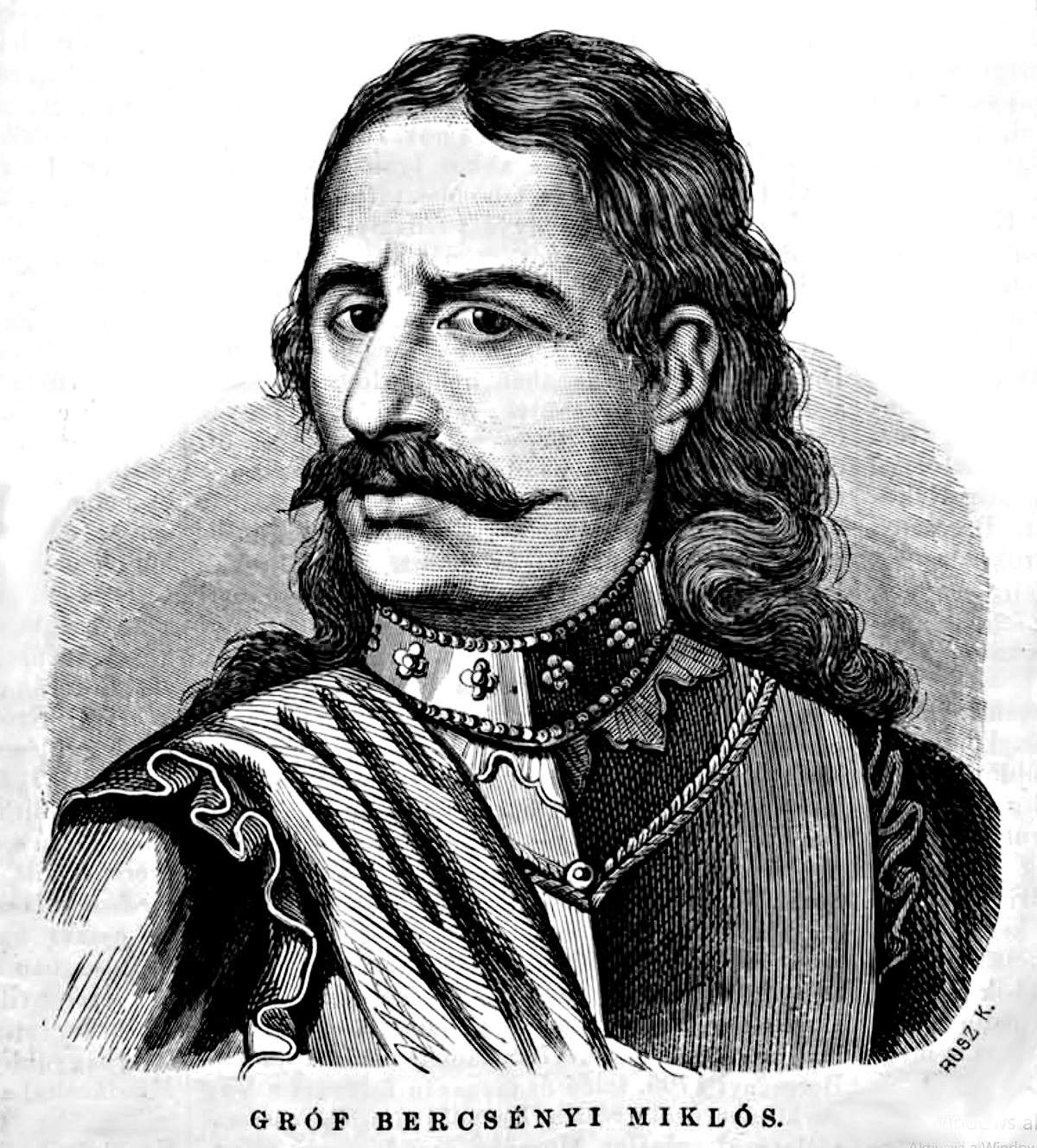
Bercsényi Miklós kuruc főgenerális
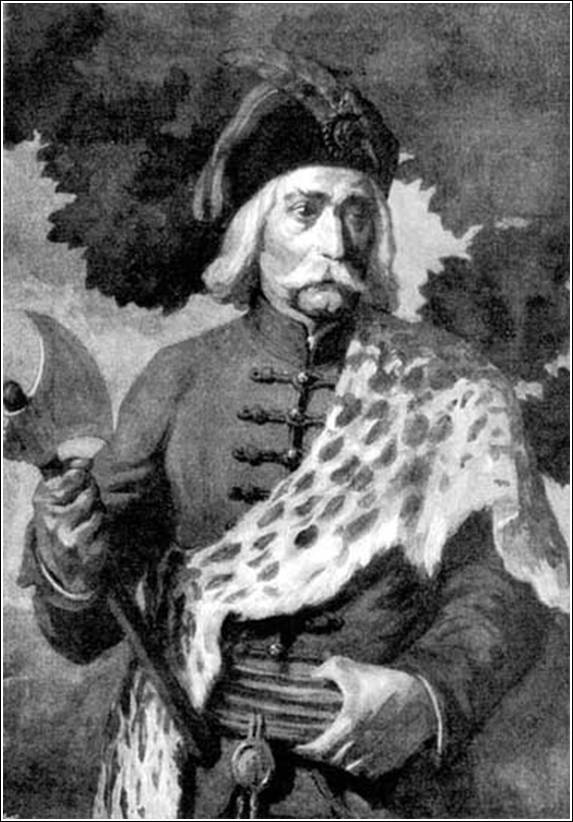
Vak Bottyán kuruc generális
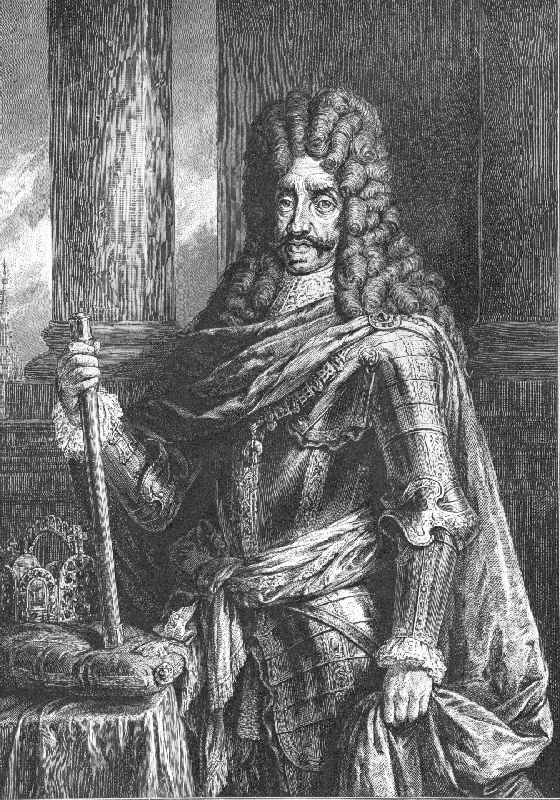
I. Lipót magyar király

## A történelmi idill
Mikszáthot valamennyi írói periódusaiban foglalkoztatta a múlt, de a maga sajátos módján: nem a nagy horderejű históriai fordulópontok álltak érdeklődése középpontjában, hanem inkább történeti miliőbe helyezett anekdotikus elbeszéléseket írt.

„A két koldusdiák (1885), A beszélő köntös (1889), A kis prímás (1891), A szelistyei asszonyok (1901) és az Akli Miklós (1903) nem a meggondolkoztató, az embert megrázó zeneművek hangját idézték, hanem a könnyebb, súlytalanabb operett muzsikát. Nem azért fordult az író bennük a múlt felé, hogy választ kapjon saját korának problémáira: a jelen sivárságából menekülő romantika vetette be magát az eltűnt időkbe. Éppúgy, mint Jókai 48 után írt történelmi regényeiben, a mesélő, hívő szív keresett magának szabad kalandozási területet a régiség ellenőrizhetetlen homályában.”

– Király István: Mikszáth Kálmán, 1952, 196. oldal

## Értékelés
A feudális társadalomban a jobbágy felemelkedésére egy út kínálkozott, nemessé kellett válnia. Az író a két fiú sorsában a kiváltságos társadalmi osztályba való bejutás két módját mutatja be gyakran népmesei elemeket szőve a történeti tárgyú cselekménybe.
A regény mondanivalója sokban hasonlít a népmesékére. A hős – Veres István – vitézségével, kiváló tulajdonságaival kiemelkedik, célt ér. Laci példája arra tanít, hogy nem könnyű a megpróbáltatások idején becsületesnek maradni, de az igaz ember a legnehezebb körülmények között is megtalálja a helyes utat. Az író állásfoglalása a szereplők jellemzéséből látszik leginkább. Rokonszenvvel, szeretettel ábrázolja az egyszerű – a nép ügyéért harcoló – alakokat, bünteti és gúnyolja az élősködőket.
Könnyen folyó, tréfálkozó, adomázó a kisregény hangneme, a szerző nem várt fordulatokkal teszi érdekessé a történet menetét, de komolyan bíráló szándék is jellemzi Mikszáth stílusát. A két koldusdiák története a megpróbáltatásokat nagy lelki erővel elviselő, az élet nehézségeiben helytálló fiatalemberek története, mely minden nemzedék számára tanulságos olvasmány.

## Feldolgozások

### Operettváltozat
1955-ben Ránki György zeneszerző feldolgozta Mikszáth Kálmán kisregényét.

### Képregény
A két koldusdiák – 16 oldalas – képregényt Cs. Horváth Tibor szövegével és Korcsmáros Pál rajzaival a Füles közölte folytatásokban 1972-ben (az évfolyam 28–35. számaiban).
1984-ben a Hóhányó újságban, a Magyar Úttörők Szövetségének téli magazinjában is megjelent Cs. Horváth Tibor és Korcsmáros Pál alkotása.

### Hangoskönyv
2008-ban a Titis Tanácsadó Kft. megjelentette a regény MP3 változatát. A négy órás felvételen Boromisza Dóra meséli el a két árván maradt jobbágyfiú kalandos történetét (ISBN 9789638809902).

## Kiadások magyar nyelven (válogatás)

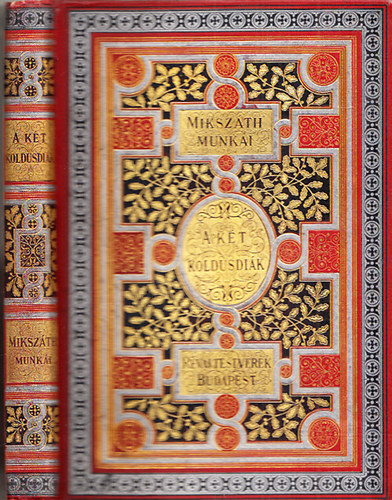
Díszkötéses kiadása (Révai Testvérek, Budapest, 1908)

| Kiadó                   | Hely     | Év   |
| ----------------------- | -------- | ---- |
| Kossuth Kiadó           | Budapest | 2010 |
| Ciceró Kiadó            | Budapest | 1999 |
| Korona Kiadó            | Budapest | 1999 |
| Aquila Kiadó            | Debrecen | 1993 |
| Móra Ferenc Könyvkiadó  | Budapest | 1991 |
| Szépirodalmi Könyvkiadó | Budapest | 1954 |
| Révai Testvérek         | Budapest | 1949 |